# Letepsammia superstes
Letepsammia superstes is een rifkoralensoort uit de familie van de Micrabaciidae. De wetenschappelijke naam van de soort is voor het eerst geldig gepubliceerd in 1888 door Ortmann.